# Refrescos Dumbo
Refrescos Dumbo es una marca de bebidas gaseosas perteneciente a Embotelladora Terepaima con sede en la ciudad de Cabudare en el Estado Lara - Venezuela.

## Historia
Refrescos Dumbo nace en 1951 en el centro del país, siendo la primera Kolita de Venezuela, contaba con cuatro plantas para esa época, donde solo producía Kolita Dumbo, mas ésta desaparece del mercado en 1975 con un intento de volver al mercado en lata para principios de la década de los 90 sin mucho éxito. 
A inicios del 2000 son adquiridos los derechos de la marca por Embotelladora Terepaima, la que aprovechando su experiencia fabricando y comercializando otras marcas de sabores como Grapette, Swing y Drink decide diversifica sus sabores en el 2007, incorporando Uva, Mandarina, Piña, Limón, y manteniendo la Clásica Kolita.
A partir de 2008 también incorpora a su portafolio el sabor a Manzana o Manzanita.
Desde el año 2010 comienza a comercializarse la presentación en envase de 2,5 L .
Desde el 2012 inicia la producción y comercialización del empaque Dumbito, con un tamaño de 33 cl en plástico PET.

## Presentación
La marca Refrescos Dumbo es comercializada en toda Venezuela por medio de una red de distribuidores autorizados que llevan todas las presentaciones de la marca que son:  
- Vidrio desechable 25 cl caja de 24 unidades.
- Vidrio desechable 30 cl caja de 24 unidades.
- Plástico PET 50 cl caja de 12 unidades.
- Plástico PET 1,5 L caja de 12 unidades.
- Plástico PET 2,5 L caja de 6 unidades.

También se comercializa bajo estas presentaciones la bebida de cola bajo el nombre de King Cola.